# Luan Sorip
Luan Sorip is een bestuurslaag in het regentschap Simeulue van de provincie Atjeh, Indonesië. Luan Sorip telt 474 inwoners (volkstelling 2010).